# Шендрічень
Шендрічень, Шендрічені (рум. Șendriceni) — село у повіті Ботошані в Румунії. Входить до складу комуни Шендрічень.
Село розташоване на відстані 391 км на північ від Бухареста, 34 км на північний захід від Ботошань, 129 км на північний захід від Ясс.

## Населення
За даними перепису населення 2002 року у селі проживали 2347 осіб, з них 2346 осіб (> 99,9%) румунів. Рідною мовою 2345 осіб (99,9%) назвали румунську.